# Иосиф Флавий
Ио́сиф Фла́вий (др.-греч. Ἰώσηπος Φλάβιος, лат. Josephus Flavius; при рождении — Йосе́ф бен Матитья́гу (Иосиф, сын Матвея), др.-евр. יוֹסֵף בֵּן מַתִּתְיָהוּ‬; ок. 37 н. э. — ок. 100) — древнееврейский историк и военачальник.
Иосиф Флавий известен дошедшими до нас на греческом языке трудами — «Иудейская война» (о восстании 66—71 годов) и «Иудейские древности» (где изложена история евреев от сотворения мира до Иудейской войны). Кроме того, из труда «Иудейская война» известна история, положенная в основу математической задачи Иосифа Флавия. 

## Биография
Иосиф Флавий родился в первый год царствования Гая Калигулы, то есть в 37 году. Иосиф получил хорошее образование — как еврейское, так и греческое. В возрасте 19 лет присоединился к фарисеям. В 26 лет (около 64 года) ездил в Рим в качестве защитника нескольких знатных евреев, обвинённых прокуратором Феликсом и отправленных в цепях в Рим. Здесь Иосиф, благодаря еврею Алигуру, придворному актёру Нерона, познакомился с женой Нерона Поппеей и через неё добился для этих евреев освобождения.
Мощь и культура Римской империи произвели на молодого Иосифа огромное впечатление. По возвращении в Иерусалим он обнаружил, что евреи готовятся восстать против римского правления. Сознавая опасность борьбы с Римом, Иосиф присоединился сначала к миролюбивой партии фарисеев, однако вскоре ему была поручена оборона Галилеи (северной части Иудеи). Там он набрал около 10 000 войска, укрепил Иотапату (Йодфат), Тивериаду (Тверия), Гамалу (Гамла), Вирсавию (Беэр-Шеву), Тарихею и др. Когда Веспасиан в 67 году вступил в пределы Галилеи, и сильные крепости почти без боя, одна за другой переходили под власть римлян, Иосиф со своим отрядом заперся в крепости Йотапата. Однако ни мужество Иосифа и его войска, ни военные хитрости не спасли крепость. Продержавшись 47 дней, осаждённая Йотапата пала. Сам Иосиф успел вместе с сорока товарищами скрыться в пещере, вход в которую был из глубокой цистерны в крепости. Это убежище было открыто, и Веспасиан через военачальника Никанора увещевал Иосифа сдаться, обещая ему полную безопасность. Иосиф согласился, но не мог склонить к тому же своих товарищей, покушавшихся убить его за измену. Тогда он предложил по жребию постепенно умерщвлять друг друга. В конце концов остался в живых только Иосиф с товарищем, которого он убедил сдаться римлянам.
Приведённый в римский лагерь и представленный Веспасиану, Иосиф предсказал ему императорскую власть. Веспасиан первоначально счёл предсказание Иосифа за лукавую выдумку, но, когда узнал о смерти Нерона и Гальбы и о борьбе между Отоном и Вителлием, поверил Иосифу и осыпал его дарами. Чтобы спасти себе жизнь, Иосиф предложил Веспасиану свои услуги, и тот, отправляясь в Рим, оставил Иосифа в свите своего сына Тита в качестве переводчика и дал ему свободу. С того времени Иосиф как вольноотпущенник стал носить фамильное имя своего господина — «Флавий».
При штурме крепости Гамла около которой проходили ожесточенные бои, находился в стане римлян и показывал им уязвимые места крепостной стены, постройкой которой он в своё время руководил.
Во время осады Иерусалима Иосиф несколько раз выступал парламентёром, убеждая своих соотечественников отдаться во власть римлянам, даже «со слезами» умолял их об этом. После взятия Иерусалима в 70 году Тит по просьбе Иосифа отдал ему священные книги и освободил 190 человек, запершихся в Храме.
Последние годы своей жизни Иосиф провёл при дворе римских императоров. Веспасиан возвёл его в звание римского гражданина, подарил ему поместья в Иудее и дал ему помещение в Риме в своём прежнем дворце. Тит и Домициан продолжали покровительствовать Иосифу Флавию. Проводя спокойную жизнь при дворе римских императоров, Иосиф занялся литературным трудом. Год смерти Иосифа Флавия точно неизвестен. Во всяком случае, летом 96 года он ещё был жив, а осенью 117 года — уже нет.

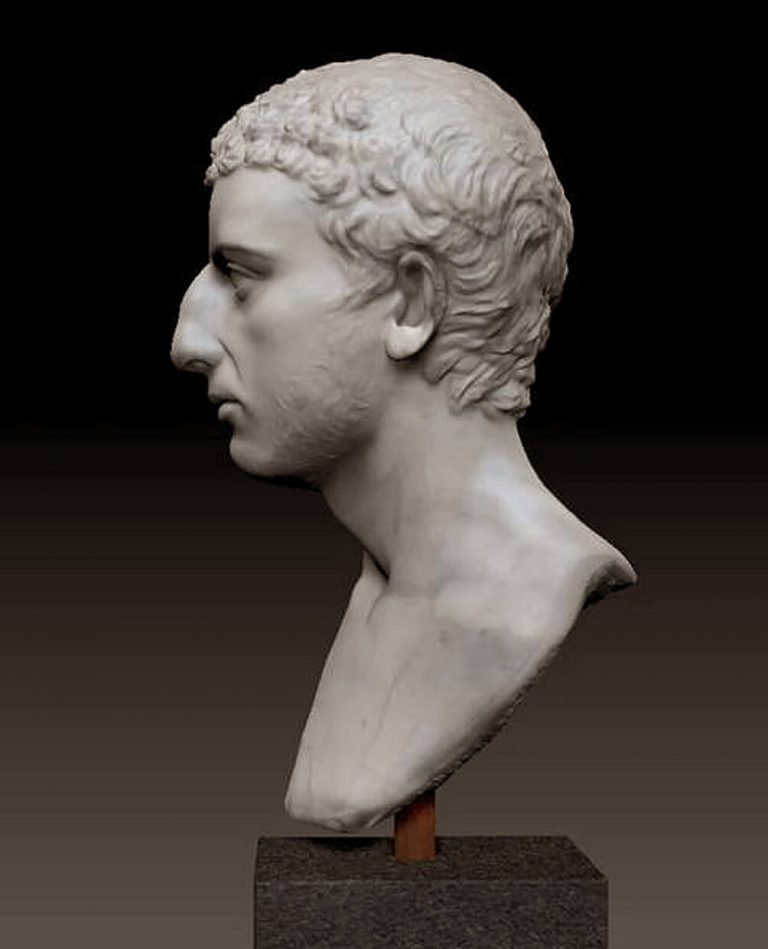
Древнеримский бюст, в начале 20-го века ложно идентифицированный с Иосифом Флавием, опираясь исключительно на стереотипы о еврейском носе. Современная наука отвергает это отождествление

## Значение сочинений Иосифа Флавия
Историческое значение сочинений Иосифа Флавия заключается, главным образом, в том, что его труды являются основным источником истории евреев, начиная с эпохи Маккавеев до завоевания Иерусалима римлянами.
Христианские учителя церкви, как Феофил Антиохийский, Климент Александрийский, Тертуллиан, равно и церковные писатели Евсевий, Иероним и другие, с похвалой отзываются об Иосифе Флавии, ссылаясь на него как на признанный авторитет.
В 1544 году появилось первое греческое издание сочинений Иосифа Флавия. Лучшее из старых изданий — Havercamp’a (Амстердам, 1726); затем следовали издания Oberthur’a (Лейпциг, 1782—1785), Richter’a (1825—1827), Dindorf’a (1845—1949) и Murray (Л., 1874), а также проверенные издания Niese (Б., 1885—1892) и Naber’a (Лпц., 1888 и след.). Существуют переводы сочинений Иосифа Флавия на латинский (очень древнего происхождения) и многие европейские языки. На русском языке издан перевод «Древностей» свящ. Мих. Самуиловым в 1818 г.; перевод «Иудейской войны» и «Древностей» Г. Генкеля напечатан в журн. «Восход» (1898—1900) и издан отдельно. Сочинение «О древности иудейского народа» («Против Апиона») издано в 1901 году в переводе Г. Генкеля и Я. Израэльсона.

## Иосиф Флавий о христианстве
Труды Иосифа Флавия приводились в качестве свидетельства смерти Иоанна Крестителя (Древн. XVIII, 5, 2), побиения камнями Иакова, брата Господня (Древн. XX, 9, 1), а также распятия Иисуса Христа (Древн. XVIII, 3, 3), в частности (Древн. XVIII, 3, 63):

Около этого времени жил Иисус, человек мудрый, если Его вообще можно назвать человеком. Он совершил изумительные деяния и стал наставником тех людей, которые охотно воспринимали истину. Он привлёк к себе многих иудеев и эллинов. То был Христос. По настоянию наших влиятельных лиц Пилат приговорил Его к кресту. Но те, кто раньше любили его, не прекращали этого и теперь. На третий день Он вновь явился им живой, как возвестили о Нём и о многих других Его чудесах боговдохновенные пророки. Поныне ещё существуют так называемые христиане, именующие себя таким образом по Его имени.

В конце XIX века эти главы рассматривались как вставки позднейшего происхождения (Бруно Бауэр).
Приписать фрагменты самому Флавию не позволяет, главным образом, именование автором Иисуса Христом, что противоречит мнению Оригена, что Флавий не являлся христианином.
С другой стороны, наличие данной фразы у писателя-фарисея пытаются объяснить тем, что блж. Иероним, цитируя Флавия, писал вместо слов «То был Христос» — «Его считали Христом». Также в начале XX века в научный оборот был введён текст X века «Всемирной истории», написанной епископом Агапием, где утверждается, что Иосиф в своих трудах только передаёт слова христиан.
Но ещё в 1912 г. профессор Тартуского университета Александр Васильев опубликовал в Париже вторую часть арабского текста «Всемирной хроники» епископа Агапия Манбиджского (X век). Агапий цитирует свидетельство Иосифа Флавия об Иисусе Христе, которое он берет из тех же «Иудейских древностей», но текст отличается принципиально:
«В это время жил мудрый человек, которого звали Иисусом. Образ жизни Его был достойный, и Он славился своей добродетелью. И многие люди из иудеев и из других народов стали Его учениками. Пилат приговорил Его к распятию и смерти. Но те, кто стали Его учениками, не отреклись от Его учения. Они рассказывали, что Он явился им через три дня после распятия и что Он был живым. Полагают, что Он был Мессией, о котором пророки предсказывали чудеса».
Текст заканчивается комментарием Агапия: «Таков рассказ Иосифа… о нашем Господе Христе, да будет Он прославлен».
Таким образом, свет увидела вторая версия этой интерполяции.
Открытие Васильева так и не решило вопрос подлинности данного отрывка: одни по-прежнему утверждали, что такой исторической личности как Христос не существовало, поскольку единственное современное свидетельство о нём оказалось поздней вставкой, другие просто не заметили парижской публикации.
Много десятилетий спустя И. Д. Амусин напечатал статью «Об одной забытой публикации тартуского профессора Александра Васильева»

## В художественной литературе
Жизнь Иосифа Флавия Лион Фейхтвангер описал в трилогии «Иосиф Флавий» (романы «Иудейская война» (1932), «Сыновья» (1935), «Настанет день» (1945)).

### Тексты
- Греческие тексты (издание 1826 года)
- Греческие тексты (издание С. А. Набера, 1888—1895 годов): Том I; Том II; Том III; Том IV; Том V; Том VI.

### Переводы
Русские переводы:
- «Жизнь»:
  - Иосиф Флавий. Моя жизнь. / Пер. Д. Е. Афиногенова, вступ. ст. и комм. Л. В. Семенченко. // Вестник древней истории. 2006. № 4. С. 216—229. 2007. № 1-2.
- «Против Апиона»:
  - Иосиф Флавий. О древности иудейского народа: Против Апиона. / Пер. Я. И. Израэльсона и Г. Г. Генкеля. 1895. XXXVI, 134 стр.
    - переизд.: М., 1990.

  - Филон Александрийский. Против Флакка. О посольстве к Гаю. / Пер. О. Л. Левинской. Иосиф Флавий. О древности еврейского народа (Против Апиона). / Пер. А. В. Вдовиченко. (Серия «Библиотека Флавиана». Выпуск 3). М.-Иерусалим, Гешарим — Еврейский университет в Москве, 1994. 400 стр. С. 113—216.
- «Иудейская война»: см. отдельную статью
- «Иудейские древности»: см. отдельную статью

В серии «Loeb classical library» изданы переводы на английский язык:
- Vol. I. № 186. Жизнь. Против Апиона.
- Иудейская война. Тома II—III. (2-е изд. тома II—IV). № 203, 487, 210.
  - Vol. II. Books I—III.
  - Vol. III. Books IV—VII.
- Иудейские древности. Тома IV—IX (во 2-м изд. тома V—XIII. № 242, 490, 281, 326, 365, 489, 410, 433, 456)
  - Vol. IV. Books I—IV.
  - Vol. V. Books V—VIII.
  - Vol. VI. Books IX—XI.
  - Vol. VII. Books XII—XIV.

В серии «Collection Budé» изданы «Автобиография», «Против Апиона» и начато издание «Иудейской войны» (3 тома, книги 1—5).
Тексты Иосифа Флавия неоднократно переводились и на другие европейские языки.

### Исследования
- Репловский П. Иосиф Флавий // Православное обозрение. — 1861. — 9; 10.
- Воскресенский А.. Иосиф Флавий и его отношение к Библии // Православный собеседник. — 1900. — 3.
- Дубнов В. М. Иосиф Флавий, его жизнь, литературная и общественная деятельность. — Одесса, 1896. — 60 с.
- Иосиф (Петровых И. С.) История иудейского народа по археологии Иосифа Флавия: Опыт критического разбора и обработки. — Сергиев Посад, 1903. — 484 с.
- Меликишвили Н. Г. Иосиф Флавий — «Иудейские древности» (исследование и текст грузинского перевода). Автореф. дисс. … д. филол. н. Тб., 1989.
- Алексеев М. А. Задача Иосифа Флавия // Империя Математики. — 2001. — № 2. — С. 22—28.
- Раджак Т. Иосиф Флавий: Историк и общество = Josephus. The Historian and His Society / Тесса Раджак; Пер. с англ.:  В. Д. Балакин, С. Г. Карпюк, С. В. Куланда, Л. В. Семенченко; Еврейский университет в Москве. — М.; Иерусалим, 1993. — 272 с. — (Библиотека Флавиана; Вып. 1). — 10 000 экз. — ISBN 5-7349-0002-8.
- Раджак Т. Иосиф Флавий: Историк и общество = Josephus. The Historian and His Society / Тесса Раджак; Пер. с англ.:  В. Д. Балакин, С. Г. Карпюк, С. В. Куланда, Л. В. Семенченко. — М.; Иерусалим: Мосты культуры, 2017. — 336 с. — (Flaviana. Библиотека еврейской истории). — ISBN 978-5-93273-493-3.
- Вдовиченко А. В. «Барбарос» в употреблении Иосифа Флавия // Классическая филология и индоевропейское языкознание. — 2000. — 2. — С. 172—176.
- Вдовиченко А. В. Иудейское и эллинское в «Иудейских древностях» Иосифа Флавия // Вестник древней истории. — 1999. — 1. — С. 188—204.
- Матушанская Ю. Иудейская традиция в творчестве Иосифа Флавия // Проблемы истории, филологии, культуры. — 1999. — 8. — С. 141—145.
- Матушанская Ю. Г. Историко-философская концепция Иосифа Флавия в ситуации встречи культур в эпоху античности: Автореферат … кандидата философских наук. — Казань, 2005.]
- Семенченко Л. В. Были ли саддукеи эпикурейцами?: К вопросу о соотношении судьбы, промысла и свободы воли в произведениях Иосифа Флавия // Вестник древней истории. — 2005. — 3. — С. 125—142.
- Семенченко Л. В. О понятии благочестия в «Иудейских древностях» Иосифа Флавия // Вестник древней истории. — 2003. — 3. — С. 36—45.
- Семенченко Л. В. Эллинистические мотивы в «Иудейских древностях» Иосифа Флавия: Автореферат … кандидата исторических наук. — М., 2001.
- Destinon. Die Quellen des F. Josephus. — Киль, 1882.
- Reuss. Flavius Joseph. — Страсб., 1859.
- Bilde, P. Flavius Josephus between Jerusalem and Rome: His life, his works and their importance. — Sheffield, 1988.
- Bohrmann, M. Flavius Josèphe, les Zélotes et Yavné. — Berne, 1989.
- Ehrenkrook, J. SCULPTING IDOLATRY IN FLAVIAN ROME: (AN)ICONIC RHETORIC IN THE WRITINGS OF FLAVIUS JOSEPHUS. — 2009.]
- Gußmann, O. Das Priesterverständnis des Flavius Josephus. — Tübingen, 2008.
- Hadas-Lebel, M. Flavius Josèphe: Le Juif de Rome. — P., 1989.
- Javier Lopez, B. A. JOSEPHUS’ JEWISH WAR AND THE CAUSES OF THE JEWISH REVOLT: RE-EXAMINING INEVITABILITY. — 2013.]
- Mader, G. Josephus and the Politics of Historiography: Apologetic and Impression Management in the Bellum Judaicum. — Leiden, 2000.
- McCLISTER, D. ETHNICITY AND JEWISH IDENTITY IN JOSEPHUS. — 2008.]
- Ossietzky, K. Das Fremdenbild bei Flavius Josephus' Fremde Politik, Literatur und Religion in den Schriften des jüdischen Historikers. — Oldenburg, 2009.]
- Rhoads, D. Israel in Revolution: 6-74 °C.E.: A Political History Based on the Writings of Josephus. — Philadelphia, 1976.
- Sievers, J., Gaia, L. Josephus and Jewish History in Flavian Rome and Beyond. — Leiden, 2005.
- Shaye, J. Josephus in Galilee and Rome: His vita and development as a historian. — Leiden, 1979.
- Thackeray, H. Flavius Josèphe: L’homme et l’historien. — 2000.
- Tuval, M. From Jerusalem Priest to Roman Jew: On Josephus and the Paradigms of Ancient Judaism. — Tübingen, 2013.
- Williamson, G. The World of Josephus. — L., 1964.